# Kötelend
Kötelend románul: Gădălin, falu Romániában, Erdélyben, Kolozs megyében.

## Fekvése
Szamosújvártól délre, Kolozsvártól északkeletre, a Gyéres patak mellett, Alsózsuk, Bonchida és Visa közt fekvő település.

## Története
Kötelend nevét 1320-ban Keduelen néven említette először oklevél.
Kélsőbbi névváltozatai: 1326-ban silva Kedlen, 1329-ben v. Keduelen, 1332-ben p. Kedelenteluk, 1391-ben p. Kethelend, 1733-ban Kötelend, 1750-ben  Gedelin, 1808-ban Kötelend h., Gedeliná val., 1861-ben Kötelend, Gedelin, 1913-ban Kötelend.
1326-ban a Suki nemesek birtoka volt, akik 1332-ben Kötelendtelkét kettéosztották.
1329-ben  a falut Szécsényi Tamás vajda szolgálói kifosztották. Ekkor Zsuk határosa volt (Gy 3: 361).
1391-ben p. Kethelend birtokosai voltak a Suki, Suki Darabas, Lepséni, Suki Erdélyi, Geszti, Sándorházi és más családok. 1438.VII.24-én a Sukiakat a király parancsára örök adomány címén iktatták be Kewthelen birtokba. 1468-ban pedig Kethelenben a volt Suki félbirtokot Csupor Miklós kapta királyi adományul és 1474-ben  is a Sukiak voltak itt részbirtokosok és a Suki részbirtokból Szentmihálytelki Tompa Mihályné Suki Krisztinának hitbért fizettek.
A trianoni békeszerződés előtt Kolozs vármegye Mocsi járásához tartozott.
1910-ben 897 lakosából 126 magyar, 768 román volt. Ebből 764 görögkatolikus, 94 református, 24 izraelita volt.

## Források

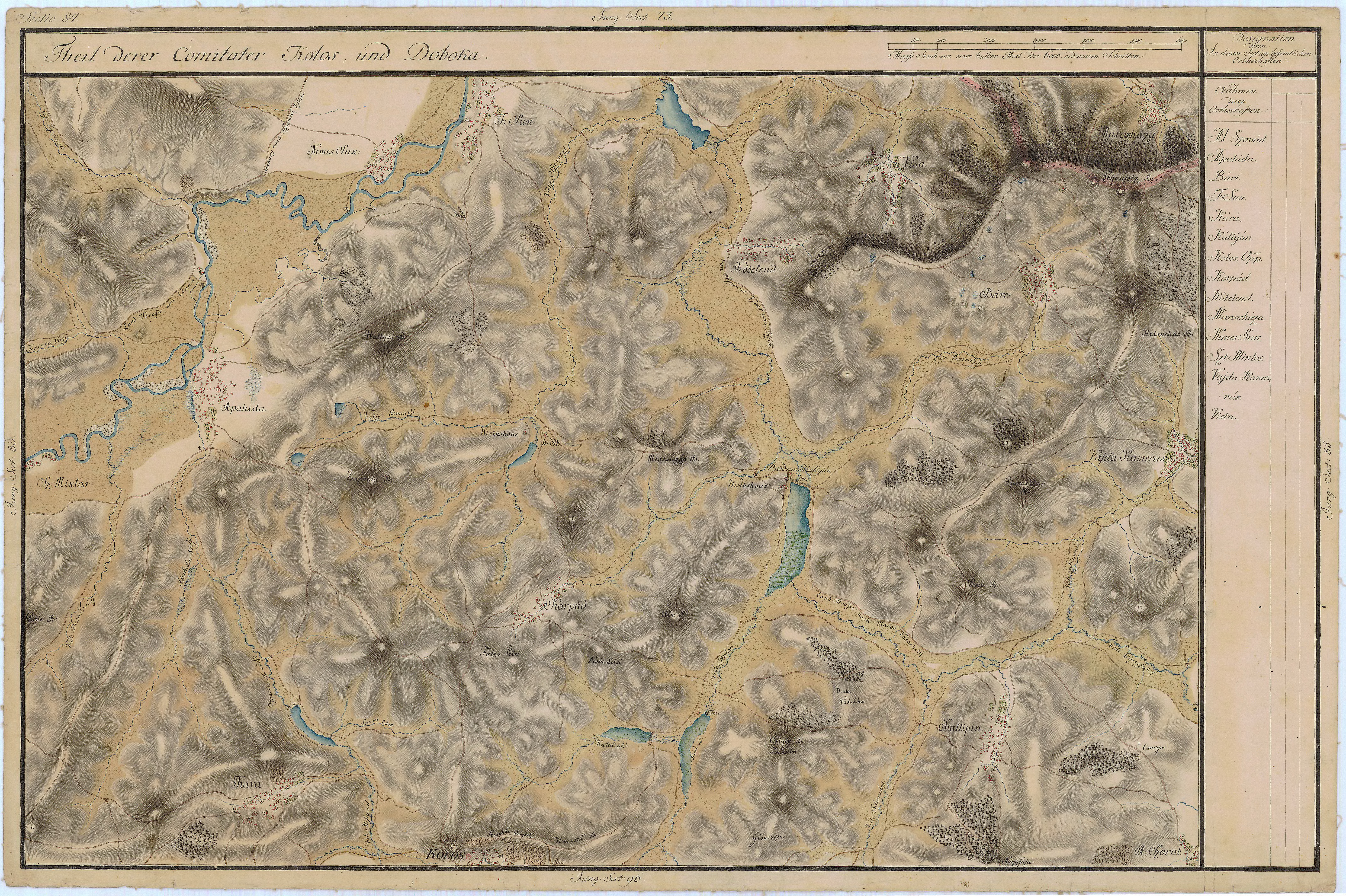
Kötelend egy régi, az 1700-as évekből való térképen